# Carfentanil
Carfentanil hoặc carfentanyl là một chất hoá học tương tự cấu trúc của fentanyl thuộc nhóm opioid tổng hợp.
Carfentanil được tổng hợp lần đầu tiên vào năm 1974 bởi một nhóm các nhà hóa học tại Janssen Pharmaceutica, trong đó có Paul Janssen.
Tác dụng của carfentanil, bao gồm quá liều, có thể được cấp cứu bởi naloxone.
Carfentanil bị kiểm soát về mặt pháp lý hầu hết các nước, nhưng nó vẫn được sử dụng trong ngành thú y để gây mê cho động vật lớn.

## Sử dụng điển hình
Carfentanil đã được bán từ năm 1986 dưới tên thương hiệu "Wildnil" cho việc sử dụng trong phi tiêu thuốc an thần kết hợp với chất chủ vận α2-adrenoreceptor  cho động vật có vú lớn bao gồm nai và voi.  Carfentanil đã được chọn vì hiệu nghiệm cao của nó. Sản xuất thương mại của Wildnil đã bị ngừng vào năm 2003, và thuốc chỉ có sẵn dưới dạng liều tổng hợp.
Carfentanil phóng xạ [ 11 C] được sử dụng rộng rãi như một chất phóng xạ chọn lọc trong nghiên cứu hình ảnh chụp cắt lớp phát xạ positron động vật và người (PET) của hệ thống μ-opioid do có ái lực cao với các thụ thể. :10

## Lịch sử hiện đại

### Sử dụng bất hợp pháp
Báo cáo hơn 300 trường hợp quá liều liên quan đến fentanyl và fentanyl tương tự và một số trường hợp tử vong liên quan với ma túy kể từ tháng 8 năm 2016 trong một số Hoa Kỳ, bao gồm Ohio, West Virginia, Indiana, Kentucky và Florida. Vào năm 2017, một người đàn ông ở Milwaukee, Wisconsin đã chết vì dùng quá liều carfentanil, có khả năng dùng một loại ma túy bất hợp pháp khác như heroin hoặc cocaine. Carfentanil thường được dùng cùng với heroin hoặc bởi những người dùng tin rằng họ đang dùng heroin. Carfentanil được thêm vào hoặc bán dưới dạng heroin vì nó ít tốn kém hơn heroin. Các chuyên gia y tế đang ngày càng lo ngại về sự leo thang tiềm năng của hậu quả sức khỏe cộng đồng từ việc sử dụng giải trí của nó.

### Nhập khẩu từ Trung Quốc
Theo một bài báo của Associated Press năm 2016, "Vũ khí hóa học để bán: chất ma túy không được kiểm soát của Trung Quốc", fentanyl, carfentanil và các dẫn xuất mạnh khác của fentanyl được một số công ty hóa chất Trung Quốc tích cực bán trên thị trường.
Nhà chức trách ở Latvia và Litva báo cáo thu giữ carfentanil là một loại thuốc bất hợp pháp vào đầu những năm 2000. Khoảng năm 2016, Mỹ và Canada bắt đầu báo cáo sự gia tăng mạnh mẽ trong việc vận chuyển carfentanil và các loại thuốc opioid mạnh khác cho khách hàng ở Bắc Mỹ từ các công ty cung ứng hóa chất Trung Quốc. Vào tháng 6 năm 2016, Cảnh sát Hoàng gia Canada đã bắt giữ một kg carfentanil được vận chuyển từ Trung Quốc trong một hộp có nhãn "phụ kiện máy in". Theo Cơ quan Dịch vụ Biên giới Canada, lô hàng chứa 50 triệu liều thuốc gây chết người, trong các hộp đựng được dán nhãn là hộp mực cho máy in LaserJet Hewlett-Packard. Allan Lai, một sĩ quan phụ trách tại Cảnh sát Hoàng gia Canada ở Calgary, người đã giúp giám sát cuộc điều tra tội phạm, nói: "Đối với carfentanil, chúng tôi không biết tại sao một chất có tiềm năng đó lại xâm nhập vào đất nước chúng tôi." 

#### Tiềm năng làm vũ khí hóa học
Độc tính cao của carfentanil ở người nó đã làm dấy lên mối lo ngại về việc sử dụng tiềm năng của nó như một vũ khí hủy diệt hàng loạt của các quốc gia bất hảo và các nhóm khủng bố.
Theo bài báo "Vũ khí hóa học để bán: chất ma túy không được kiểm soát của Trung Quốc". Bài báo trích dẫn Andrew C. Weber, Trợ lý Bộ trưởng Quốc phòng Hoa Kỳ về các chương trình phòng thủ hạt nhân, hóa học và sinh học từ năm 2009 đến 2014, nói rằng "Đó là một vũ khí mà các công ty không nên gửi cho bất cứ ai. " Weber nói thêm "Các quốc gia mà chúng tôi quan tâm đã quan tâm đến việc sử dụng nó cho các mục đích tấn công... Chúng tôi cũng lo ngại rằng các nhóm như ISIS có thể đặt hàng thương mại" Weber đã mô tả nhiều cách khác nhau mà carfentanil có thể được sử dụng làm vũ khí, chẳng hạn như đánh bật quân đội và bắt chúng làm con tin hoặc giết thường dân.

## Tình trạng pháp lý

### Trung Quốc
Carfentanil đã được kiểm soát tại Trung Quốc kể từ ngày 1 tháng 3 năm 2017. :21 Cuộc chiến thương mại giữa Trung Quốc và Mỹ đã liên quan đến tranh cãi về hiệu quả của sự kiểm soát này.

### Hoa Kỳ
Carfentanil được phân loại là Bảng II theo Đạo luật về các chất được kiểm soát tại Hoa Kỳ với DEA ACSCN 9743 và hạn ngạch sản xuất tổng hợp hàng năm là chỉ với 19 gram (dưới 0,7 oz.).

### Vương quốc Anh
Carfentanil đã bị kiểm soát đặc biệt dưới dạng thuốc loại A kể từ năm 1986 